# Rebecca McGowan
Rebecca McGowan (27 de mayo de 2000) es una deportista británica que compite en taekwondo.
Ganó dos medallas en el Campeonato Mundial de Taekwondo, en los años 2022 y 2023, y tres medallas en el Campeonato Europeo de Taekwondo entre los años 2021 y 2024.

## Palmarés internacional
| Campeonato Mundial | Campeonato Mundial       | Campeonato Mundial | Campeonato Mundial |
| Año                | Lugar                    | Medalla            | Categoría          |
| ------------------ | ------------------------ | ------------------ | ------------------ |
| 2022               | Guadalajara (México)     | Medalla de bronce  | –73 kg             |
| 2023               | Bakú (Azerbaiyán)        | Medalla de plata   | –73 kg             |
| Campeonato Europeo |                          |                    |                    |
| Año                | Lugar                    | Medalla            | Categoría          |
| 2021               | Sofía (Bulgaria)         | Medalla de oro     | –73 kg             |
| 2022               | Mánchester (Reino Unido) | Medalla de bronce  | –73 kg             |
| 2024               | Belgrado (Serbia)        | Medalla de bronce  | +73 kg             |